# 베이사오와역
베이사오와역(중국어: 北邵洼站)은 중화인민공화국 베이징시 창핑구 난사오진 창추이로·내환 서로 교차로에 위치한 창핑선의 지하철역이다. 2015년 12월 26일 창핑선 2단계 개통과 함께 역이 개통되었다.

## 개요
이 역은 베이징시 창핑구 난사오진, 내환 서로(남북 방향)와 창추이로(동서 방향)의 교차점에 위치하며 동서 방향으로 배열되어 있다. 역명은 베이사오와 마을(北邵洼村)에 위치하여 제정된 것이다.

## 역 구조

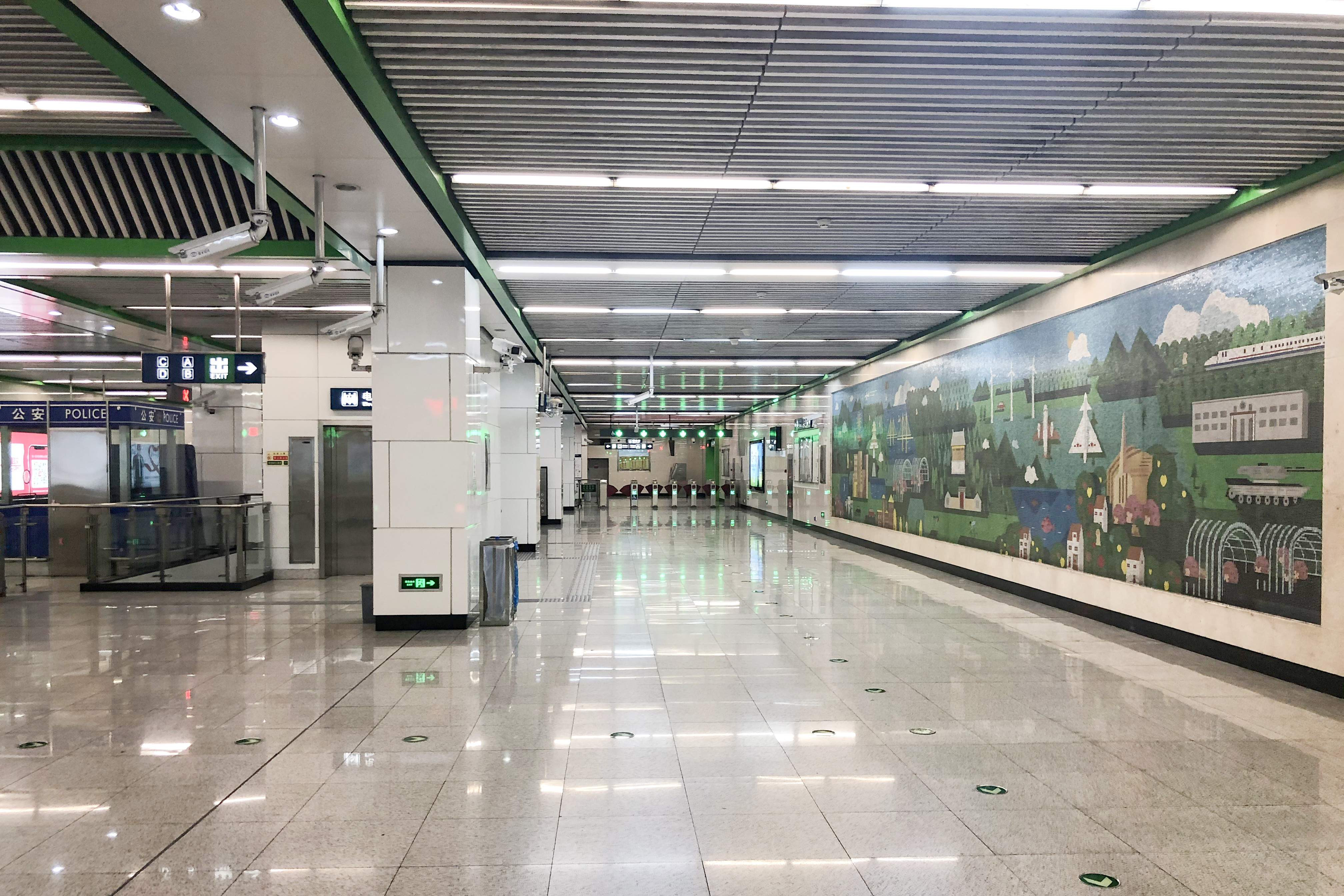
대합실 (2020년 6월 촬영)

본 역은 2층 규모의 지하 역사로, 지하 1층은 대합실 층이고 지하 2층은 승강장 층이다. 섬식 승강장의 구조로 설계되어 승강장 폭은 11m, 중앙에 대합실로 연결되는 에스컬레이터 2세트가 있다. 역사 구조는 총 길이 189.4m, 표준 구간 폭 20.7m, 총 건축 면적 13,490㎡, 복토 두께 2.9m로 건설되었다.

### 층별 구조
| 지면     |                                 | 출입구                                |
| 지하 1층 | ■ 창핑선 대합실                 | 고객센터, 자동 발매기, 출입 게이트    |
| 지하 2층 | ←                               | ■ 창핑선 창핑시산커우 방면 (창핑둥관) |
| 지하 2층 | 섬식 승강장, 왼쪽 출입문이 열림 |                                       |
| 지하 2층 | →                               | ■ 창핑선 지먼차오 방면 (난사오)       |

## 출입구
역 입구와 4개의 출입구가 있다. 엘리베이터는 B, C출입구에 있다.
|                         |                     |                                                  |      |             |
| 출구                    | 지시                | 출구 인근                                        | 사진 | 무장애 시설 |
| 出口 · A                | 창추이로(昌崔路)    | 창추이로(昌崔路) 북측                            |      | 빈칸        |
| 出口 · B                | 창추이로(昌崔路)    | 창추이로(昌崔路) 북측, 베이사오와 마을(北邵洼村) |      |             |
| 出口 · C                | 내환 서로(内环西路) | 내환 서로(内环西路) 서측, 창추이로(昌崔路) 남측  |      |             |
| 出口 · D                | 창추이로(昌崔路)    | 창추이로(昌崔路) 남측                            |      | 빈칸        |
| 아이콘 설명: 엘리베이터 |                     |                                                  |      |             |

## 역 주변
- 베이징시 창핑구 난사오진 베이사오와 마을(北京市昌平区南邵镇北邵洼村)

## 주해
1. ↑  기획 단계에서는 창핑신취역(昌平新区站)으로 불리었다.